# Феликс, Вернер
Вернер Феликс (нем. Werner Felix; 30 июля 1927, Вайсенфельс — 24 сентября 1998, Лейпциг) — немецкий музыковед и музыкальный педагог. Действительный член Саксонской академии наук (1985).

## Биография
Родился в 1927 году в семье купца в Вайсенфельсе. Сначала он освоил профессию купца. Окончил Веймарскую высшую школу музыки (1951). В 1952—1954 гг. директор консерватории в Эрфурте. В 1955—1966 гг. ректор Веймарской Высшей школы музыки, в 1956 г. получил учёную степень доктора педагогики, с 1959 г. профессор истории музыки. С 1965 г. профессор Лейпцигской высшей школы музыки, в 1987—1990 гг. её ректор. В 1968—1971 гг. интендант Оркестра Гевандхауса.
В 1962—1986 гг. возглавлял Шопеновское общество ГДР. С 1978 г. и до конца жизни был одним из соредакторов Нового издания собрания сочинений Иоганна Себастьяна Баха, в 1979—1991 гг. генеральный директор Национального исследовательского и мемориального центра Баха в Лейпциге (в этом качестве являлся, прежде всего, директором Баховского архива).
Автор биографических книг о Ференце Листе (1961), Кристофе Виллибальде Глюке (1965), Иоганне Себастьяне Бахе (1976), монографии «Из истории руководства Хором Святого Фомы в Лейпциге» (нем. Aus der Geschichte des Thomaskantorates zu Leipzig; 1980). Соредактор двухтомника «История музыки» (1984—1985).